# Tambangan (Padang Hilir)
Tambangan is een bestuurslaag in het regentschap Tebing Tinggi van de provincie Noord-Sumatra, Indonesië. Tambangan telt 2654 inwoners (volkstelling 2010).